# Kyle Allen
Kyle Allen (Livermore, 10 de outubro de 1994) é um ator estadunidense.

## Início da vida
Natural de Livermore, Califórnia, Allen começou a treinar acrobacias ainda jovem e frequentou a Kirov Academy of Ballet em Washington D.C., onde ao assistir Taras Domitro performar Romeu e Julieta no Kennedy Center, sentiu-se desencorajado a seguir o balé. Após a formatura, ele morou em Los Angeles pegando trabalho comercial, bem como dublando em um videoclipe de Master P.

## Carreira
Em julho de 2015, Allen foi escalado para um papel principal na série dramática do Hulu, The Path, coestrelado por Aaron Paul e Michelle Monaghan, aparecendo em todos os 36 episódios. Após a série terminar em 2018, Allen apareceu em um papel recorrente em American Horror Story, e em 2019, ele foi escalado como Balkan, um dos Jets em West Side Story de Steven Spielberg, uma adaptação do musical da Broadway de mesmo nome.
Em 2021, Allen foi escalado como Romeu em Rosaline, uma releitura moderna de Romeu e Julieta coestrelada por Kaitlyn Dever e Isabela Merced, e em The Greatest Beer Run Ever coestrelado por Zac Efron e Russell Crowe. Em 28 de janeiro de 2022, Allen foi escalado como He-Man no reboot da Netflix de Masters of the Universe.

## Filmografia

### Cinema
| Ano  | Título                         | Papel                   | Notas          |
| ---- | ------------------------------ | ----------------------- | -------------- |
| 2016 | One Night                      | Andrew 'Andy' McFarland |                |
| 2017 | XX                             | Andy                    |                |
| 2017 | 3                              | Erik                    | Curta-metragem |
| 2020 | All My Life                    | Kyle Campbell           |                |
| 2021 | The Map of Tiny Perfect Things | Mark                    |                |
| 2021 | West Side Story                | Balkan                  |                |
| 2022 | The In Between                 | Skylar                  |                |
| 2022 | Space Oddity                   | Alex McAllister         |                |
| 2022 | The Greatest Beer Run Ever     | Bobby Pappas            |                |
| 2022 | Rosaline                       | Romeo                   |                |
| 2023 | A Haunting in Venice           | Maxime Gerard           |                |

### Televisão
| Ano       | Título                            | Papel            | Notas        |
| --------- | --------------------------------- | ---------------- | ------------ |
| 2016–2018 | The Path                          | Hawk Lane        | 36 episódios |
| 2018      | American Horror Story: Apocalypse | Timothy Campbell | 4 episódios  |